# Kasta
Kasta (lat. castus: krjepostan, čist) je hijerarhijska društvena skupina endogenog i nasljednog karaktera božanskog i kozmičkog podrijetla.
Tim pojmom su Portugalci u 16. stoljeću označuju društvene skupine koji su sami Indijci nazivali varna (boja, stalež). Indo-arijski narodi oduvijek poznaju kastinski sustav. Sekularizirana, oduhovljena i napredujuća liberalna demokracija svojim prosvjetiteljstvom dokida kastinski sustav i u društvima gdje je kastinski sustav postojao stoljećima. U svim zapadnim društvima propovjedana je jednakost u društvu i preraspodjela njegovog bogatstva prema zaslugama.

## Postanak, povijest i podjela kasta
Sredinom 2. tisućljeća prije Krista, oko 1500. godine prije Krista, Arijci, jedan od indoeuropskih naroda, prodiru na područje indijskog potkontinenta. Arijci su, iako malobrojni, imali nadmoć: brončani mač i brza bojna kola.  Uspostavljaju dominaciju nad sjedilačkim stanovništvom Dravida, dovode na indijsko tlo indoeuropski jezik sanskrt, te, da bi očuvali osvajači identitet vlastitog naroda u odnosu na pokorene Dravide, uspostavljaju kruti društveni poredak zasnovan na podjeli prema boji kože, položaju u društvu, bogatstvu, zanimanju i vjeri. Iz te podjele indijskog pučanstva na kaste nazire se da je tu upravo riječ o ekonomsko-društvenom procesu diobe rada, koji se odigrao u jednom primitivnom društvu, a pod utjecajem povlašćivanja jednih društvenih grupa po drugima. Društvo se dijelilo na kaste:
- BRAHMANI [bramani], svećenici ( danas i učitelji), bili su na vrhu društvene ljestvice, zaduženi za tumačenje vjerskih tekstova i vođenje obreda; visoko obrazovanje omogućilo im je bavljenje zakonodavnim i pravosudnim poslovima te podučavanjem; s vremenom brahmani preuzimaju vođenje svih važnijih poslova u državi

- KŠATRIJE su činile ratničke i vladarske obitelji koje upravljaju zemljom

- VAJŠIJE su bile cjelokupno slobodno arijansko proizvodno stanovništvo: poljodjelci, obrtnici i trgovci

- ŠUDRE su bile porobljeno, tamnoputo dravidsko stanovništvo koje je obavljalo najteže fizičke poslove, smatralo se da šudre nemaju dušu, te da ne mogu sudjelovati u boguslužju; danas su oni radnici

- PARIJE, “nedodirljivi”, bili su posve izbačeni iz kastinskog sustava; smatrani su nedostojnima života u zajednici zbog poslova koje su obavljali, pa su tako i danas parije osuđene na najteže i one “nečiste” poslove koji uključuju fizički dodir s krljvu, izmetom i drugim tjelesnim “nečistoćama” definiranim indijskim zakonom: parije su štavitelji kože, spaljuju mrtve, čiste nužnike, režu pupčane vrpce, odnose uginule životinje s cesta, metu smeće i sl. Ti se poslovi prenose preko koljena na koljeno zajedno sa statusom nedodirljivosti: skladu sa strogim hinduističkim odredbama, roditelji parije rađaju djecu parije, osuđenu kao nečistu od trenutka rođenja. Parije su izopćenici, ljudi koje se drži odveć nečistima i okaljanima da bi ih se smatralo bićima vrijednim spomena. Predrasuda određuje njihove živote, osobito u ruralnim područjima gdje žive gotovo tri četvrtine indijskog stanovništva. Parije se izbjegava, vrijeđa, zabranjuje im se ulaz u hramove i domove pripadnika više kaste, uskraćuje im se pristup bunarima viših kasta, na javnim mjestima moraju jesti i piti iz posebnim posuda, a u ekstremnim, premda ne i rijetkim slučajevima, siluje ih se, linčuje i puca na njih. V. daliti.

U otprilike isto vrijeme nastaje i religija hinduizam. Raslojavanje u hinduističkom društvu potječe iz svetih tekstova prema kojima su se glavne društvene skupine, to jest varne, iznjedrile iz prabića. Iz usta su izišli brahmani, iz ruku su nastale kšatrije, iz bedara su nastale vajšije (vaišje), a iz stopala su nastale šudre. Svaka se varna dodatno dijeli na stotine nasljednih kasta i podkasta s vlastitom hijerarhijom. Peta skupina obuhvaća ljude koji su ačuta, odnosno nedodirljivi. Oni nisu nastali od prabića.

## Obilježja kastinskog sustava
Pripadnost jednoj kasti određuje samo rođenje. Prelaženje iz niže kaste u višu (hipergamija) je bilo dopušteno samo u rijetkim slučajevima. Pripadnici iste kaste se žene međusobno i rađaju djecu koja rođenjem postaju pripadnici te iste kaste.
Taj drevni sustav vjerovanja, prema kojemu su svi ljudi rođeni nejednaki, jači je od suvremenog zakona. Premda indijski ustav zabranjuje kastinsku diskriminaciju i ukida nedodirljivost, hinduizam, religija 80% indijskog pučanstva, upravlja svakodnevnim životom svojom hijerarhijom i krutim društvenim kodeksima.
Hinduistički kastinski poredak ima i priručnik. Manuovi zakoni, napisani prije dvije tisuće godina od brahmanskih svećenika, propisuju za svaku varnu što će jesti, a kim će stupiti u brak, kad će se boriti, kako održavati higijenu, koga izbjegavati. Manu je usađen u svakog hinduista.

## Kaste danas
Indijci ukazuju na činjenicu da su najsuroviji i najotvoreniji oblici diskriminacije uglavnom nestali nakon reformatskih pokreta prije i poslije 1947., kada je Indija stekla nezavisnost. Nekada bi parije istukli ako bi dodirnuli sjenu pripadnika više kaste, morali su nositi klepetuše da bi upozorili druge ljude na svoj dolazak te kantice kako njihova pljuvačka ne bi onečistila zemlju. Parije nisu smjeli ući u školu ili sjesti na klupu do pripadnika više kaste. 
Ustav iz 1950. predviđa sustav kvota kojim je u saveznom parlamentu za parije rezerviran broj mjesta razmjeran njihovom udjelu u ukupnom broju stanovnika: 15% (svaki 6. Indijac je parija). U pravnom i administrativnom žargonu nedodirljivi su poznati kao "kaste s popisa". Mjesta za parije čuvaju se i u državnim zakonodavnim tijelima, seoskim vijećima, državnim službama i fakultetskim predavaonicama, zbog čega su znali nastajati nemiri, npr. kad bi se pripadniku više kaste uskratio upis na fakultet da bi se napravilo mjesta za jednog pariju. No usprkos tome, indijske vladajuće stranke podržavaju taj sustav kvota. 
Mahatma Gandhi, inače vaišija prema kastinskoj podjeli, predvodio je jednu od prvih i najodvažnijih kampanja za ukinuće nedodirljivosti, no on nikada nije odbacio hinduističku kastinsku podjelu. Bhimrao Ramji Ambedkar (Bhimra Ramdži Ambedkar), sastavljač indijskog ustava, tvorac pozitivne diskriminacije, želio je iskorijeniti kastinsku podjelu iz hinduizma, a jer to nije uspijevao, javno se odrekao hinduizma i prešao na budizam.